# Grand Prix automobile de Malaisie 2015
GP précédent GP suivant
Le Grand Prix automobile de Malaisie 2015 (2015 Formula 1 Petronas Malaysia Grand Prix), disputé le 29 mars 2015 sur le circuit international de Sepang, est la 918e épreuve du championnat du monde de Formule 1 courue depuis 1950, la dix-septième disputée à Sepang depuis 1999, et la seconde manche du championnat 2015.
Non partants au Grand Prix précédent, Fernando Alonso, victime d'une commotion cérébrale après un accident en essais libres, et Valtteri Bottas, qui souffrait d'une blessure au dos, sont tous deux autorisés à prendre le départ après un examen, le 26 mars, par les médecins de la FIA, de même que les pilotes Manor Marussia, Will Stevens et Roberto Merhi, autorisés à courir bien que non qualifiés.
L'orage tropical qui s'abat sur la piste de Sepang au milieu de la deuxième phase de qualifications piège notamment Kimi Räikkönen, contraint de s'élancer de la onzième place sur la grille. Comme lors de l'édition précédente, la météo perturbe le déroulement de la session qualificative, la phase Q3 étant retardée de vingt-sept minutes. Les dix derniers pilotes en lice évoluent en pneus intermédiaires sur une trajectoire très humide ; dans ces conditions délicates, Lewis Hamilton réalise sa deuxième pole position consécutive, la quarantième de sa carrière. Sebastian Vettel hisse sa Ferrari en première ligne, à soixante-quatorze millièmes de seconde du champion du monde en titre, repoussant Nico Rosberg en deuxième ligne en compagnie de Daniel Ricciardo. La troisième ligne est occupée par Daniil Kvyat et Max Verstappen, alors que les Williams ne réalisent que les septième (Felipe Massa) et neuvième (Valtteri Bottas) temps. Au volant des McLaren-Honda, Fernando Alonso et Jenson Button, qui n'ont pas passé le cap de la Q1, prennent le départ depuis la neuvième ligne, ne devançant que les Manor Marussia.
Au terme des cinquante-six tours de course, grâce à une stratégie optimale et à un rythme équivalent à celui des Mercedes, Sebastian Vettel remporte, au volant d'une SF15-T très performante, sa première victoire pour le compte de la Scuderia Ferrari, la quarantième de sa carrière ; le pilote Allemand ne s'était plus imposé depuis le Grand Prix du Brésil 2013 et Ferrari attendait la victoire depuis son deux-cent vingt et unième succès, avec Fernando Alonso, au Grand Prix d'Espagne, le 12 mai 2013. 
Vettel construit sa quatrième victoire à Sepang dès le quatrième tour : alors que la voiture de sécurité est en piste et que les deux Flèches d'Argent rentrent changer de pneus, il ne s'arrête pas et prend la tête. Par la suite, il effectue des relais plus longs que ses rivaux qui s'arrêtent trois fois, n'effectue que deux passages au stand et réalise des temps au tour aussi rapides que ceux de Lewis Hamilton et Nico Rosberg. Le quadruple champion du monde passe la ligne d'arrivée avec plus de huit secondes d'avance sur Hamilton et douze secondes sur Rosberg. Kimi Räikkönen, onzième sur la grille de départ et victime d'une crevaison en début de course, conduit l'autre Ferrari en quatrième position ; suivent les deux Williams de Valtteri Bottas et Felipe Massa, les deux Toro Rosso de Max Verstappen (qui devient, à 17 ans et 5 mois, le plus jeune pilote de l'histoire à inscrire des points) et Carlos Sainz Jr. et, à un tour, les deux Red Bull de Daniil Kvyat et de Daniel Ricciardo.
En s'imposant dès sa deuxième course avec Ferrari, Sebastian Vettel fait mieux que Michael Schumacher, vainqueur à son septième départ pour l'écurie de Maranello en 1996, mais moins bien que Kimi Räikkönen et Fernando Alonso, premiers dès leur Grand Prix initial au volant d'un bolide rouge, respectivement en  2007 et en  2010.  
Lewis Hamilton conserve la tête du championnat du monde avec 43 points, devant Vettel (40 points) et Rosberg (33 points) ; Felipe Massa, avec 20 points, devance Räikkönen (12 points), Felipe Nasr (10 points) et Daniel Ricciardo (9 points). Mercedes conserve la tête du championnat avec 76 points devant Ferrari (52 points) et Williams (30 points) ; suivent Sauber (14 points), Toro Rosso (12 points), Red Bull Racing (11 points) et Force India (7 points). McLaren, Lotus F1 Team et Manor Marussia n'ont pas encore inscrit de point.

## Essais libres
Fernando Alonso, victime d'une commotion cérébrale après un accident en essais libres le 22 février, et Valtteri Bottas, qui souffrait d'une blessure au dos, sont tous deux autorisés à prendre le départ à Sepang après un examen, le 26 mars, par les médecins de la FIA. 

### Première séance, le vendredi de 10 h à 11 h 30
| Pos. | Pilote           | Voiture            | Chrono         | Écart     |
| ---- | ---------------- | ------------------ | -------------- | --------- |
| 1    | Nico Rosberg     | Mercedes           | 1 min 40 s 124 |           |
| 2    | Kimi Räikkönen   | Ferrari            | 1 min 40 s 497 | + 0 s 373 |
| 3    | Sebastian Vettel | Ferrari            | 1 min 40 s 985 | + 0 s 861 |
| 4    | Romain Grosjean  | Lotus-Mercedes     | 1 min 41 s 543 | + 1 s 419 |
| 5    | Carlos Sainz Jr. | Toro Rosso-Renault | 1 min 41 s 596 | + 1 s 472 |
| 6    | Daniel Ricciardo | Red Bull-Renault   | 1 min 41 s 787 | + 1 s 663 |

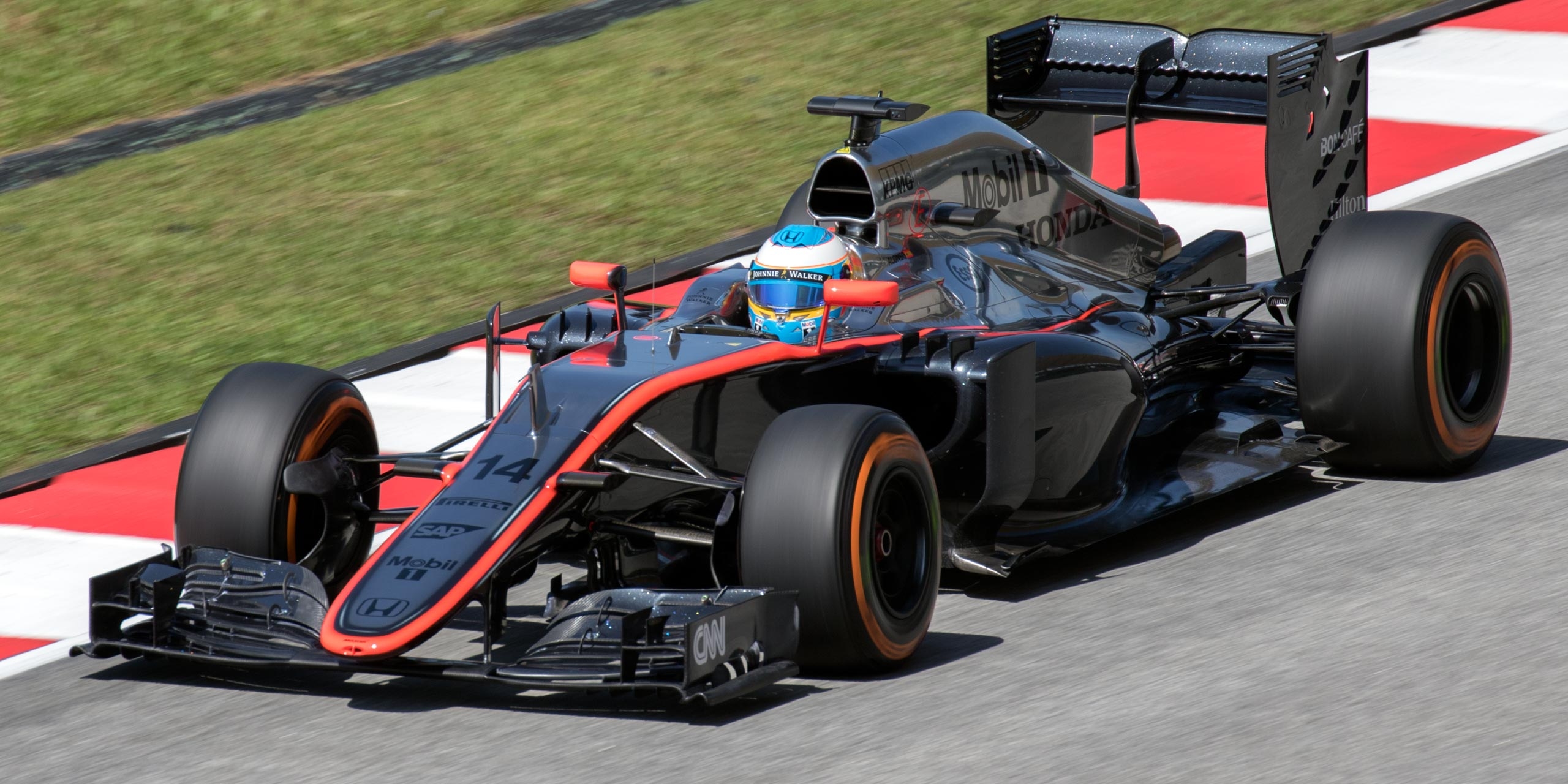
Fernando Alonso lors de la première séance d'essais du Grand Prix de Malaisie 2015.

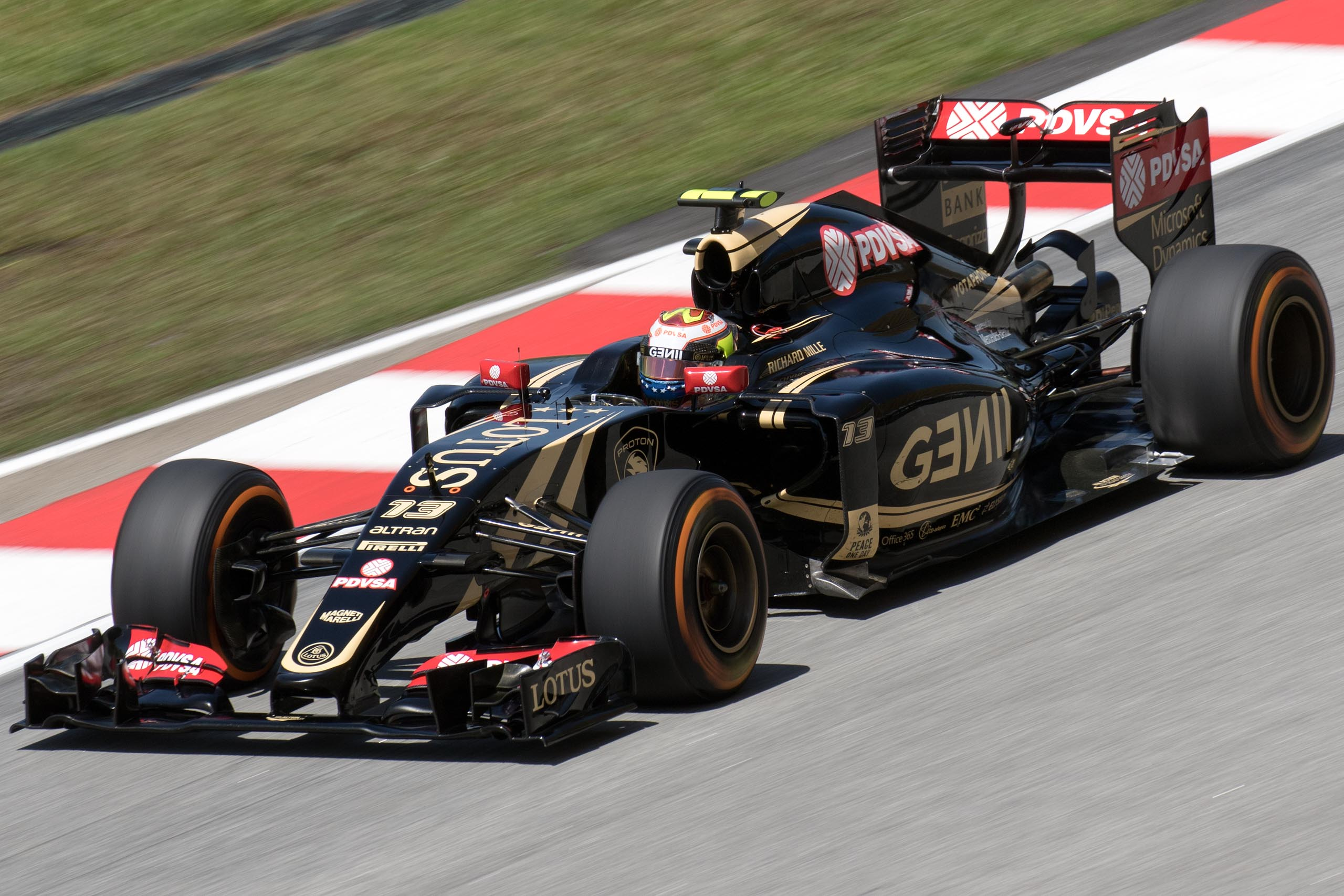
Pastor Maldonado lors de la première séance d'essais du Grand Prix de Malaisie 2015.

La température est de 33 °C dans l'air et de 47 °C en piste au début de la première séance d’essais libres ; il ne pleut pas et le taux d'humidité de l'air n'est que de 56 %.  Les pilotes s'élancent pour un premier tour d'installation et Valtteri Bottas réalise le temps de référence en 1 min 42 s 533,,.  
Romain Grosjean passe en tête en 1 min 42 s 202 mais ne peut résister longtemps aux 1 min 40 s 973 de Nico Rosberg. Lewis Hamilton, après une trentaine de minutes et sans avoir bouclé le moindre tour lancé, immobilise en piste, dans le virage no 10, sa monoplace qui a rencontré une perte de puissance. Le Britannique, qui estimait pouvoir regagner les stands, s'est arrêté à la demande expresse de son équipe soucieuse de préserver son moteur destiné à la course,,.
Alors qu'il reste environ trente minutes minutes dans cette séance, Rosberg améliore son meilleur temps en 1 min 40 s 124. Grosjean conserve sa deuxième place à une seconde et demi. En toute fin de session, les deux pilotes de la Scuderia Ferrari se rapprochent de l'Allemand, Kimi Räikkönen tournant en 1 min 40 s 497 et Sebastian Vettel en 1 min 40 s 985,,.
Fernando Alonso, absent à Melbourne à cause de son accident durant les essais hivernaux, réalise le quatorzième temps et a failli perdre le contrôle de sa McLaren par deux fois. Bottas, qui n'a pas pris le départ du Grand Prix inaugural à cause de douleurs au dos, s'en sort mieux, avec le huitième temps (1 min 41 s 882). Si les pilotes Manor Marussia effectuaient eux aussi leurs débuts cette saison, Roberto Merhi et Will Stevens ont finalement passé plus de temps dans les stands que sur la piste de l'équipe et occupent les dernières places sur la feuille des temps,,.
- Raffaele Marciello, pilote essayeur chez Sauber, remplace Felipe Nasr lors de cette séance d'essais.

### Deuxième séance, le vendredi de 14 h à 15 h 30
| Pos. | Pilote          | Voiture           | Chrono         | Écart     |
| ---- | --------------- | ----------------- | -------------- | --------- |
| 1    | Lewis Hamilton  | Mercedes          | 1 min 39 s 790 |           |
| 2    | Kimi Räikkönen  | Ferrari           | 1 min 40 s 163 | + 0 s 373 |
| 3    | Nico Rosberg    | Mercedes          | 1 min 40 s 218 | + 0 s 428 |
| 4    | Daniil Kvyat    | Red Bull-Renault  | 1 min 40 s 346 | + 0 s 556 |
| 5    | Valtteri Bottas | Williams-Mercedes | 1 min 40 s 450 | + 0 s 660 |
| 6    | Felipe Massa    | Williams-Mercedes | 1 min 40 s 560 | + 1 s 770 |

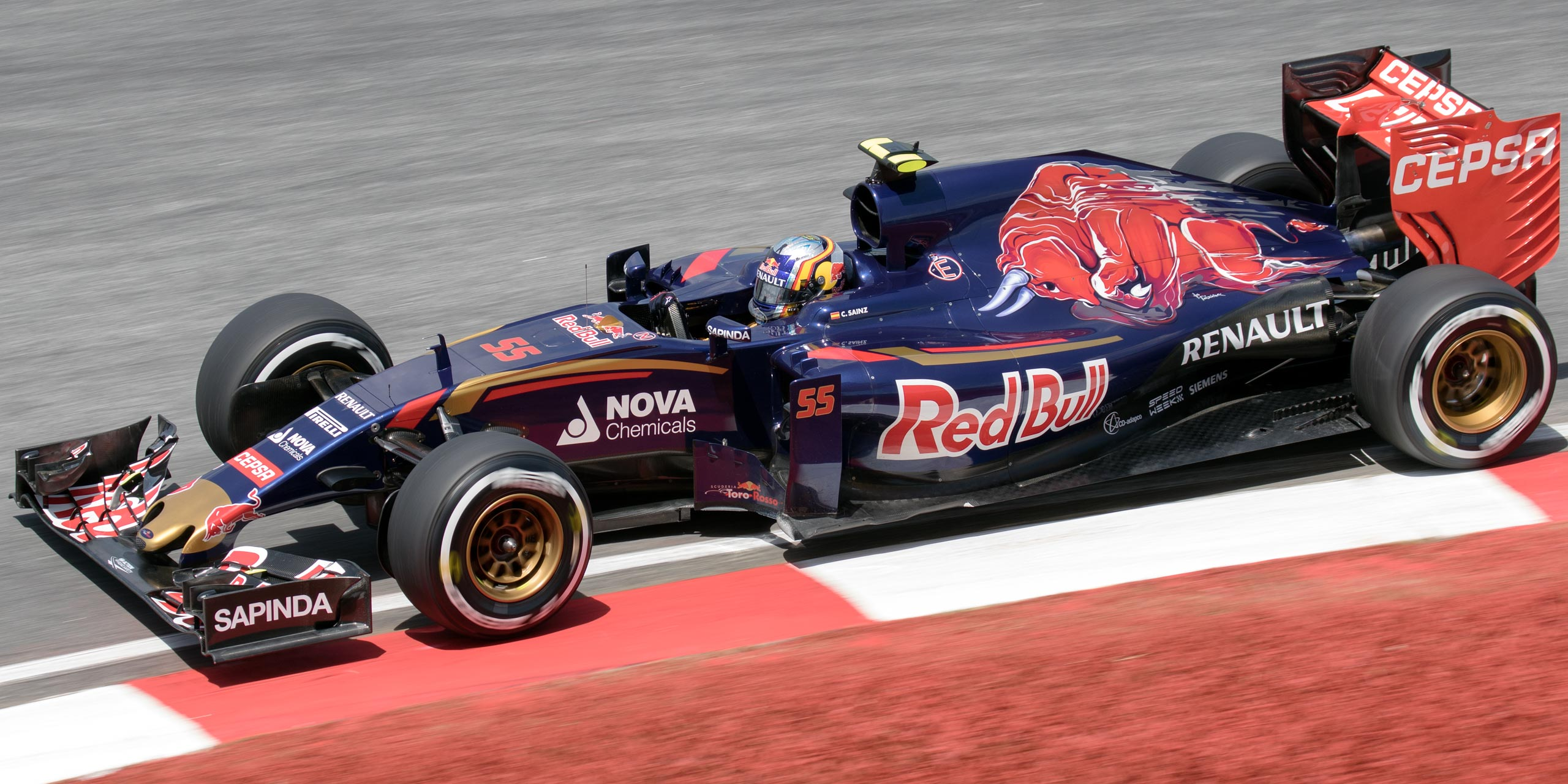
Carlos Sainz Jr lors de la deuxième séance d'essais du Grand Prix de Malaisie 2015.

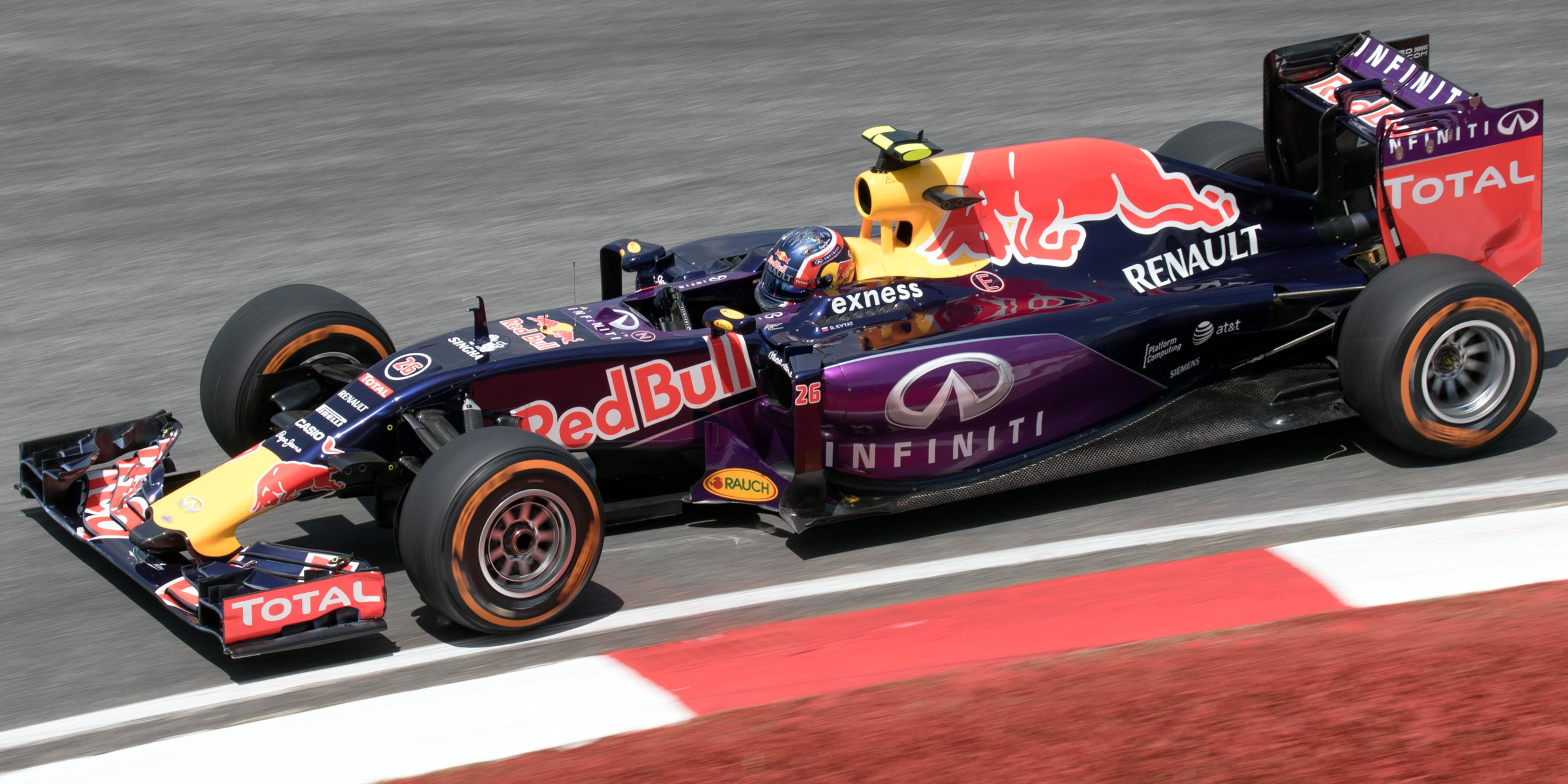
Daniil Kvyat lors de la deuxième séance d'essais du Grand Prix de Malaisie 2015.

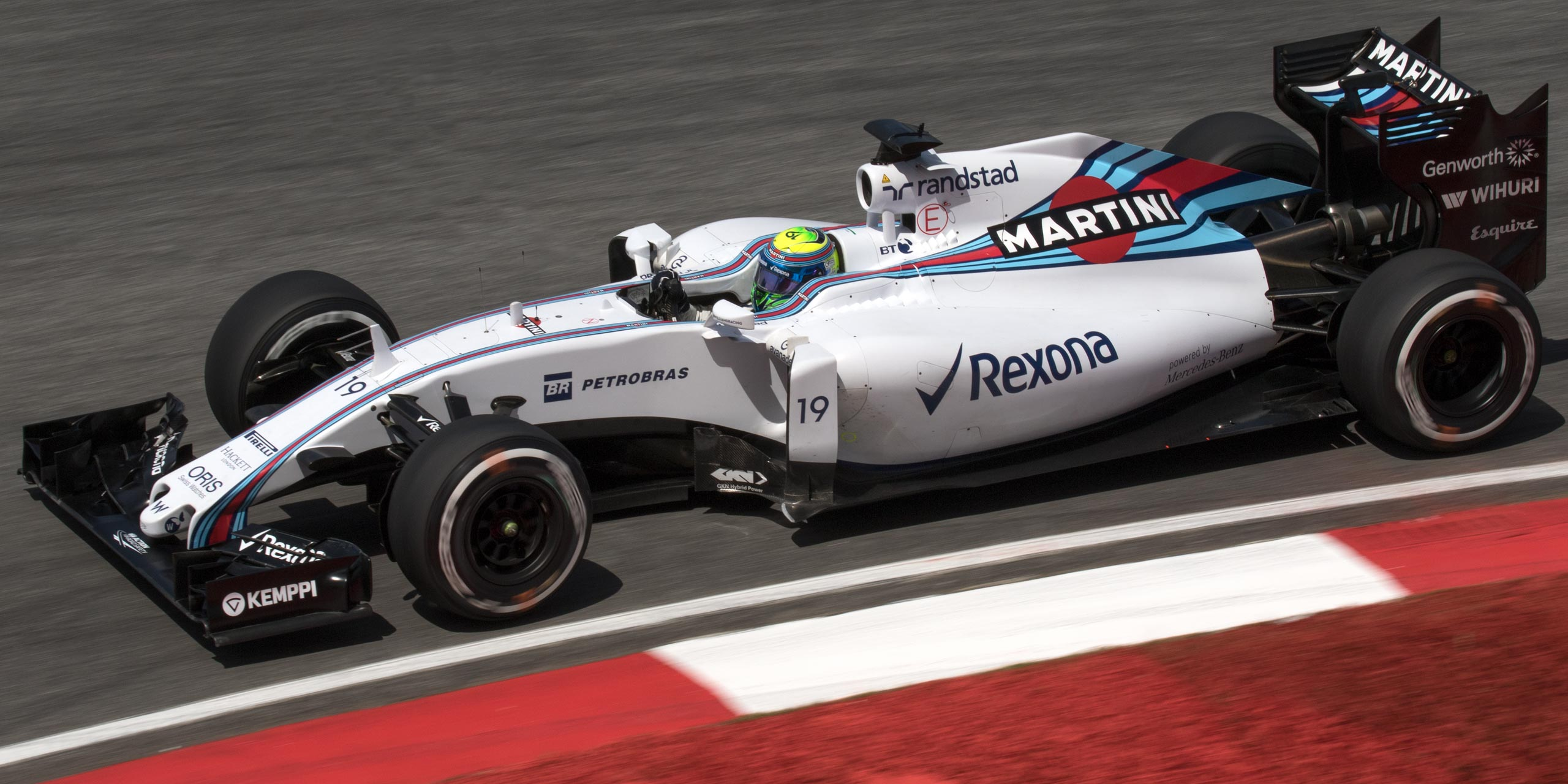
Felipe Massa lors de la deuxième séance d'essais du Grand Prix de Malaisie 2015.

Il fait 32 °C dans l'air et la piste est à 60 °C au début de la deuxième séance d'essais libres du Grand Prix de Malaisie. Si Will Stevens se lance en piste le premier, le temps de référence est établi par Kimi Räikkönen en 1 min 41 s 002,,. 
Sebastian Vettel, lui aussi en pneus durs, prend le commandement en 1 min 40 s 980 et devance les deux pilotes Williams F1 Team d'une demi-seconde. Peu après, Nico Rosberg améliore en deux temps (1 min 40 s 438 puis 1 min 40 s 282) alors que son coéquipier Lewis Hamilton ne dispose toujours pas de sa voiture. Quelques instants plus tard, Roberto Merhi provoque l'interruption de la séance sur drapeau rouge en restant prisonnier d'un bac à graviers, ce qui nécessite l'intervention d'une grue pour l'en dégager. La session est relancée alors qu'il reste un peu moins d'une heure avant le drapeau à damier,,.  
Hamilton monte en piste au moment où son coéquipier chausse le premier les pneus tendres. Hamilton rencontre à nouveau des problèmes et est rappelé au stand. Räikkönen passe en tête du classement en 1 min 40 s 163 tandis que Romain Grosjean, à cause de soucis techniques sur sa Lotus E23 Hybrid (perte de puissance et batterie se déchargeant trop vite), manque la deuxième moitié de la séance. Alors que Räikkönen se maintient en tête, Rosberg abîme ses pneus dans une longue glissade, Vettel, Felipe Nasr et Sergio Pérez partent en tête-à-queue et Fernando Alonso passe dans les graviers. Daniel Ricciardo connaît également des soucis avec sa monoplace et ne parvient pas à se porter à la hauteur de son équipier Daniil Kvyat,,. 
Finalement, alors qu'il reste vingt minutes, Hamilton, dont la monoplace a retrouvé une bonne forme après les ennuis techniques de la matinée et du début de séance, réalise la meilleure performance de l'après-midi, en 1 min 39 s 790,,.

### Troisième séance, le samedi de 14 h à 15 h
| Pos. | Pilote           | Voiture           | Chrono         | Écart     |
| ---- | ---------------- | ----------------- | -------------- | --------- |
| 1    | Nico Rosberg     | Mercedes          | 1 min 39 s 690 |           |
| 2    | Lewis Hamilton   | Mercedes          | 1 min 39 s 874 | + 0 s 184 |
| 3    | Kimi Räikkönen   | Ferrari           | 1 min 40 s 245 | + 0 s 555 |
| 4    | Sebastian Vettel | Ferrari           | 1 min 40 s 346 | + 0 s 576 |
| 5    | Felipe Massa     | Williams-Mercedes | 1 min 40 s 391 | + 0 s 701 |
| 6    | Valtteri Bottas  | Williams-Mercedes | 1 min 40 s 406 | + 0 s 716 |

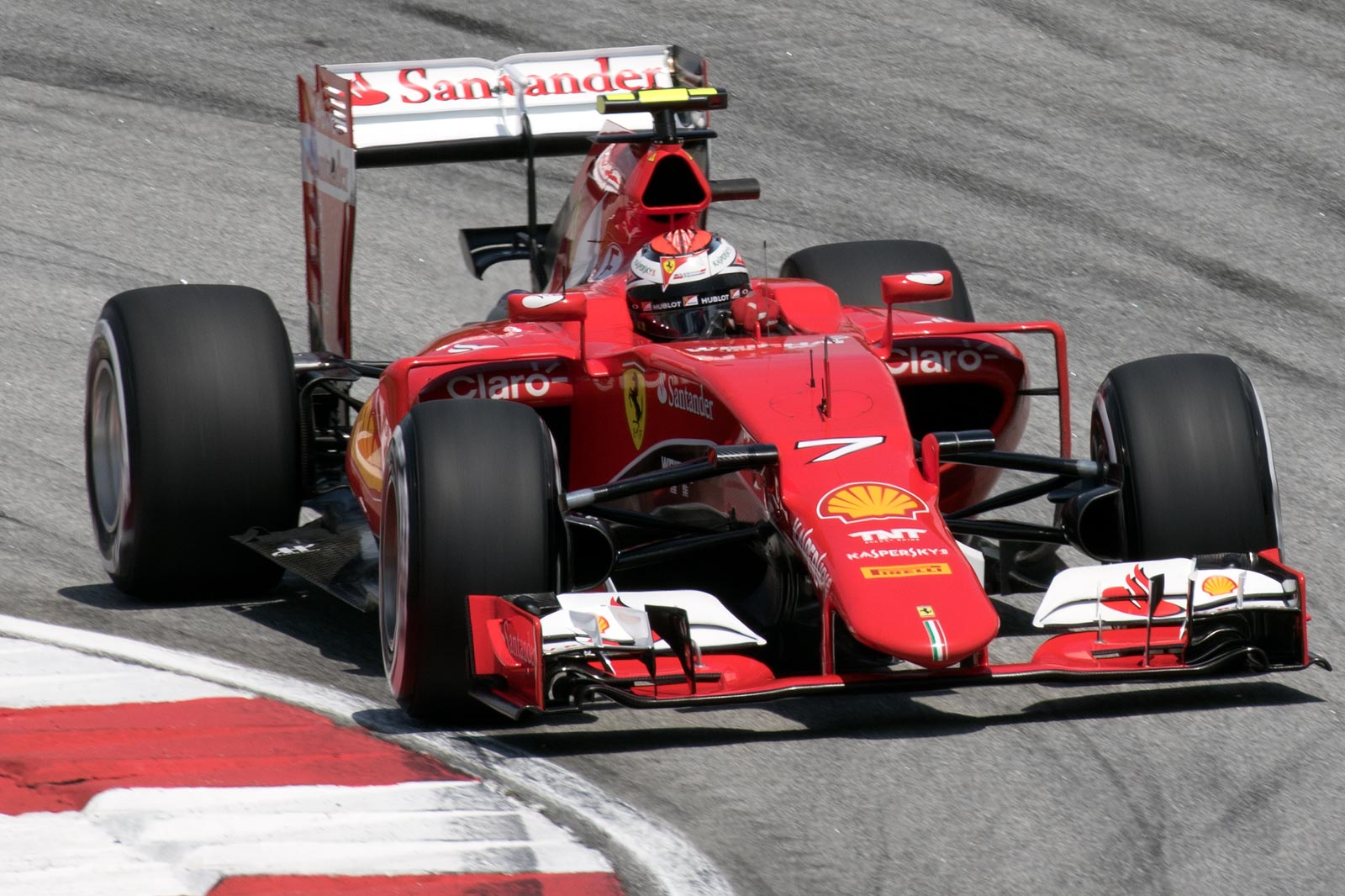
Kimi Räikkönen lors de la troisième séance d'essais du Grand Prix de Malaisie 2015.

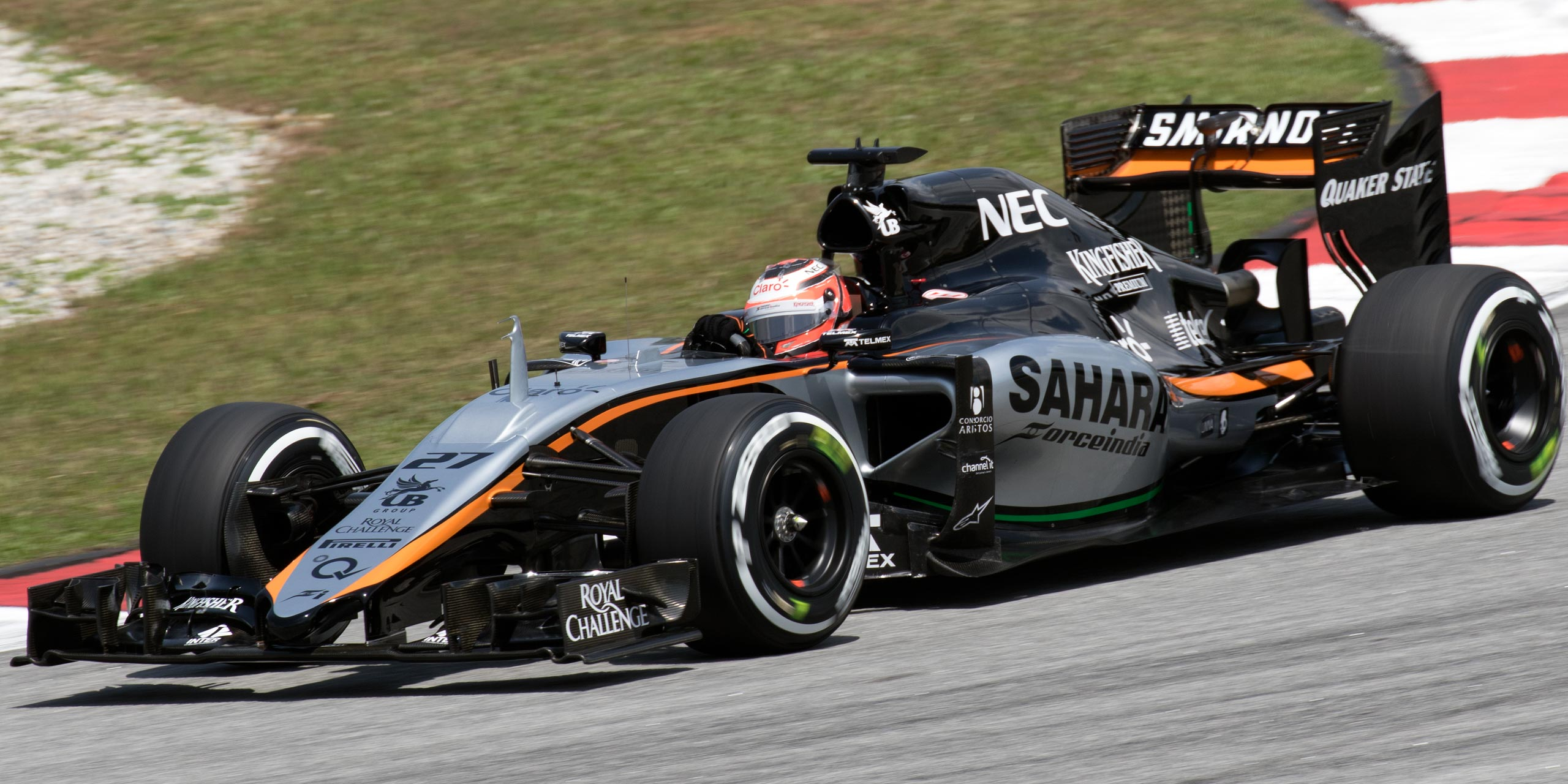
Nico Hülkenberg lors de la troisième séance d'essais du Grand Prix de Malaisie 2015.

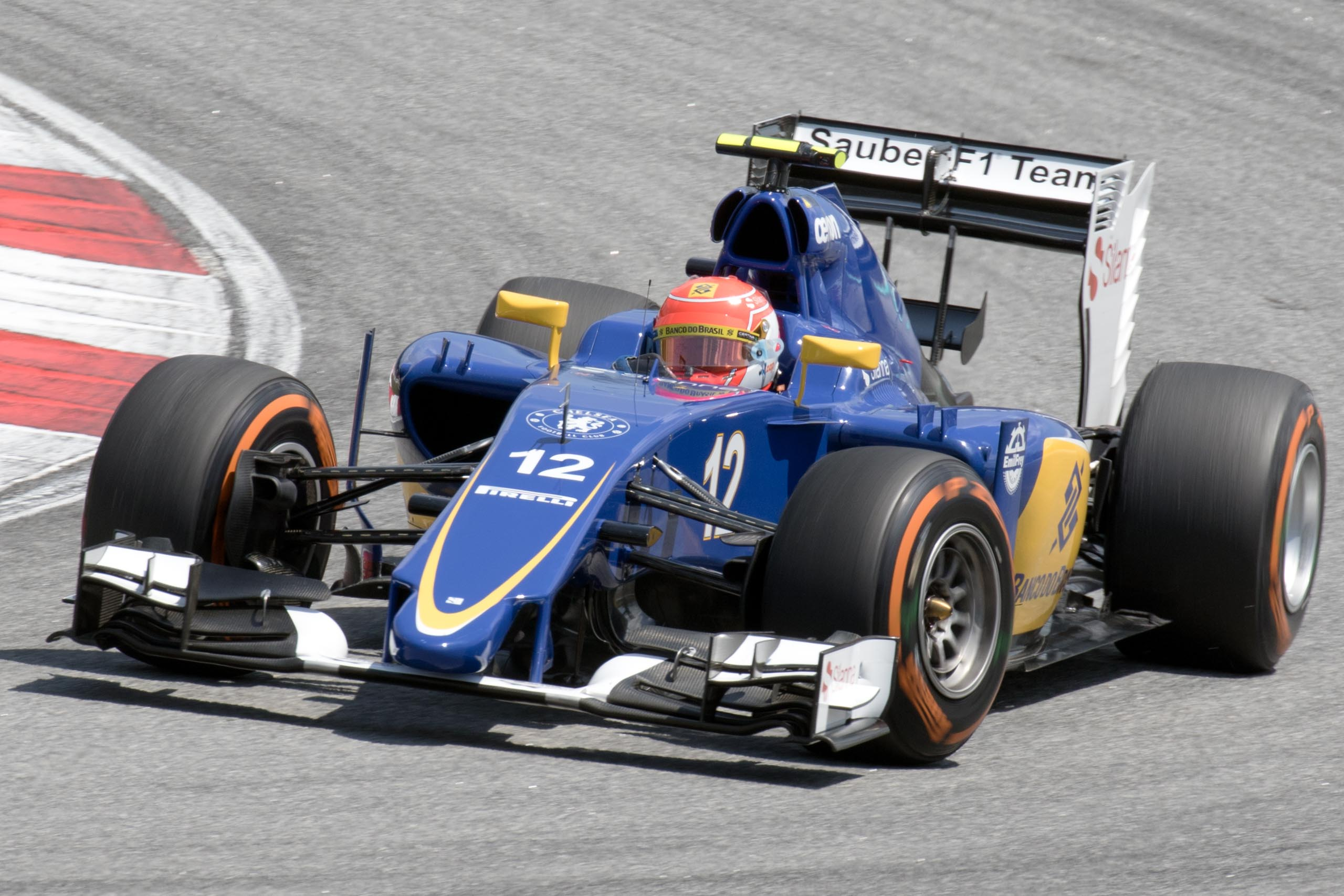
Felipe Nasr lors de la troisième séance d'essais du Grand Prix de Malaisie 2015.

La température ambiante est de 33 °C et la piste à 60 °C au départ de la dernière séance d'essais libres. Les pilotes prennent tous la piste chaussés des pneus durs proposés par le manufacturer italien Pirelli qui n'a jamais eu l'occasion de tester ses gommes à une telle température en conditions réelles. Alors que Felipe Nasr réalise le temps de référence en 1 min 43 s 760, Max Verstappen annonce avoir de grandes difficultés, par cette chaleur, à trouver la limite au freinage sur une piste rendue très glissante,,. 
Marcus Ericsson se porte en tête en 1 min 43 s 587 mais sa performance est battue par les deux pilotes Red Bull Racing, Daniel Ricciardo tournant en 1 min 42 s 045 et Daniil Kvyat en 1 min 41 s 980. Sergio Pérez sort de la piste dans le virage no 9, tandis que Nasr et Roberto Merhi tirent tout droit dans la courbe no 11,,. 
À la mi-séance, alors que Pirelli confirme que les pneus vont encore énormément souffrir si les conditions météorologiques se maintiennent, les pilotes Mercedes et Ferrari n'ont pas encore pris la piste. Nico Rosberg sort enfin et, d'emblée, prend la tête du classement en 1 min 40 s 391 puis améliore en 1 min 40 s 251 ; son coéquipier Lewis Hamilton commet une erreur dans durant son tour lancé et prend la quatrième place en 1 min 41 s 016, derrière Rosberg, Vettel et Ricciardo,,. 
Dans le dernier tiers de la séance, tous les pilotes chaussent les pneus les plus tendres alloués par Pirelli, plus rapides de près d'une seconde au tour mais beaucoup moins endurants à cause de la chaleur extrême du circuit. Felipe Massa part ainsi à la faute après quelques boucles, de même que Verstappen, Romain Grosjean et Sebastian Vettel. Rosberg améliore son meilleur temps, en 1 min 39 s 690 et Hamilton prend la deuxième place, en 1 min 39 s 874 ; suivent les Ferrari et les Williams F1 Team tandis que les Manor Marussia sont toujours au-delà des 107 % du meilleur temps de la session,,.

## Séance de qualification

### Résultats des qualifications

#### Session Q1

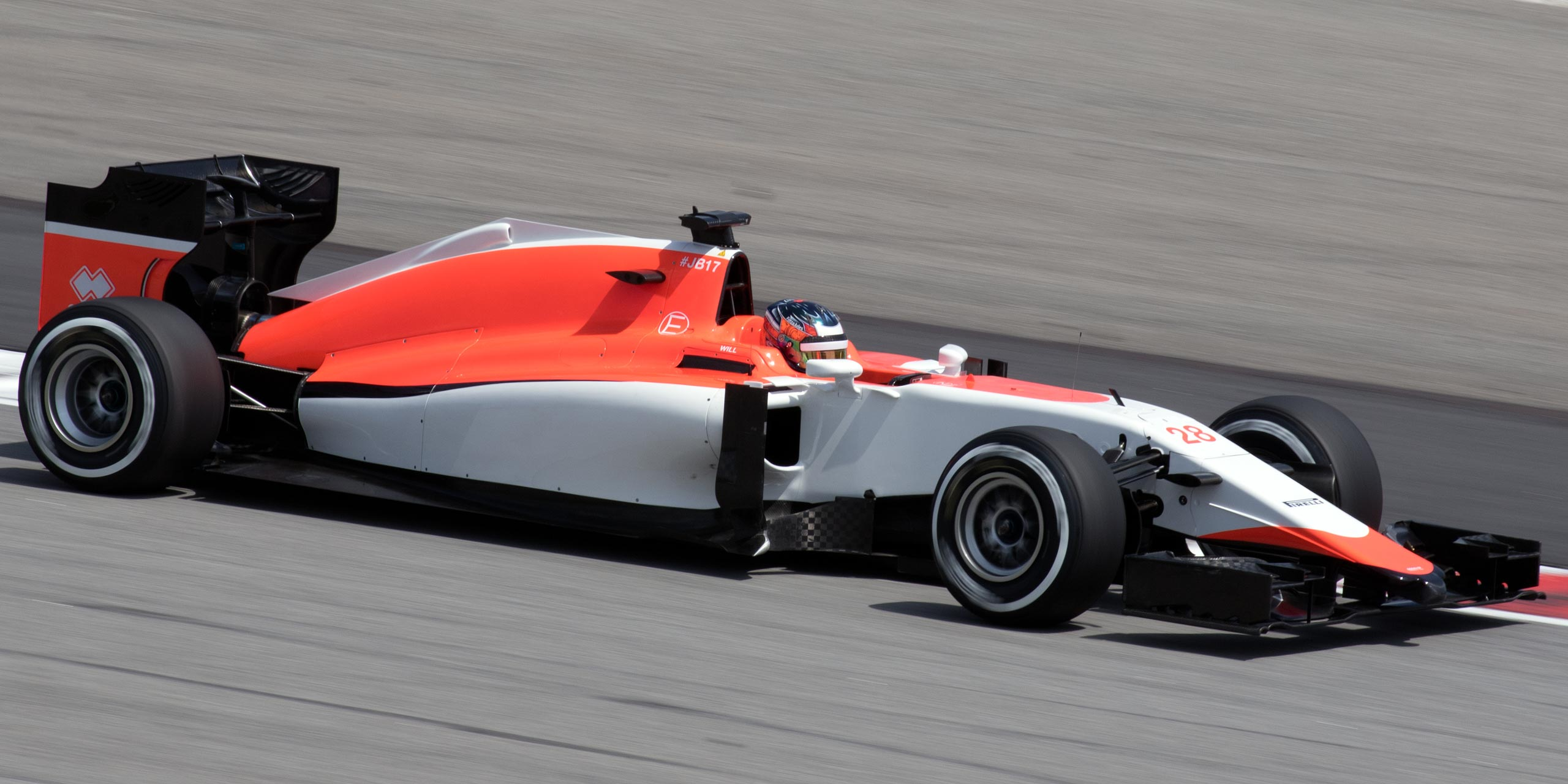
Manor Marussia, vierge de tout sponsor, au Grand Prix automobile de Malaisie 2015.

S'il fait toujours aussi chaud sur le circuit de Sepang au début de la séance qualificative du Grand Prix de Malaisie, le ciel est désormais chargé de nuages très menaçants ; la pluie, qui pourrait perturber la séance, n'étant toutefois pas annoncée comme imminente, les pilotes prennent la piste les uns après les autres, sans se presser et Max Verstappen fixe le temps de référence en 1 min 41 s 550,,.
Carlos Sainz Jr. passe en tête en 1 min 40 s 843 mais est battu par les deux pilotes Mercedes, Nico Rosberg tournant en 1 min 39 s 374 et Lewis Hamilton en 1 min 39 s 269. Contredisant les annonces météorologiques, l'orage se fait entendre et conduit tous les pilotes à tenter de boucler un temps avant le déluge tandis que les éclairs zèbrent le ciel. Sebastian Vettel prend la troisième place derrière les Mercedes alors que Jenson Button et Fernando Alonso évoluent en fond de classement, avec les Manor Marussia,,.   
Les cinq pilotes éliminés sont Will Stevens, qui n'a bouclé aucun tour lancé à cause d'un problème de carburant, et son coéquipier Roberto Merhi, non qualifié car tournant au-delà des 107 % du meilleur temps, Alonso et Button, qui partiront de la dernière ligne, et Felipe Nasr,,.

#### Session Q2

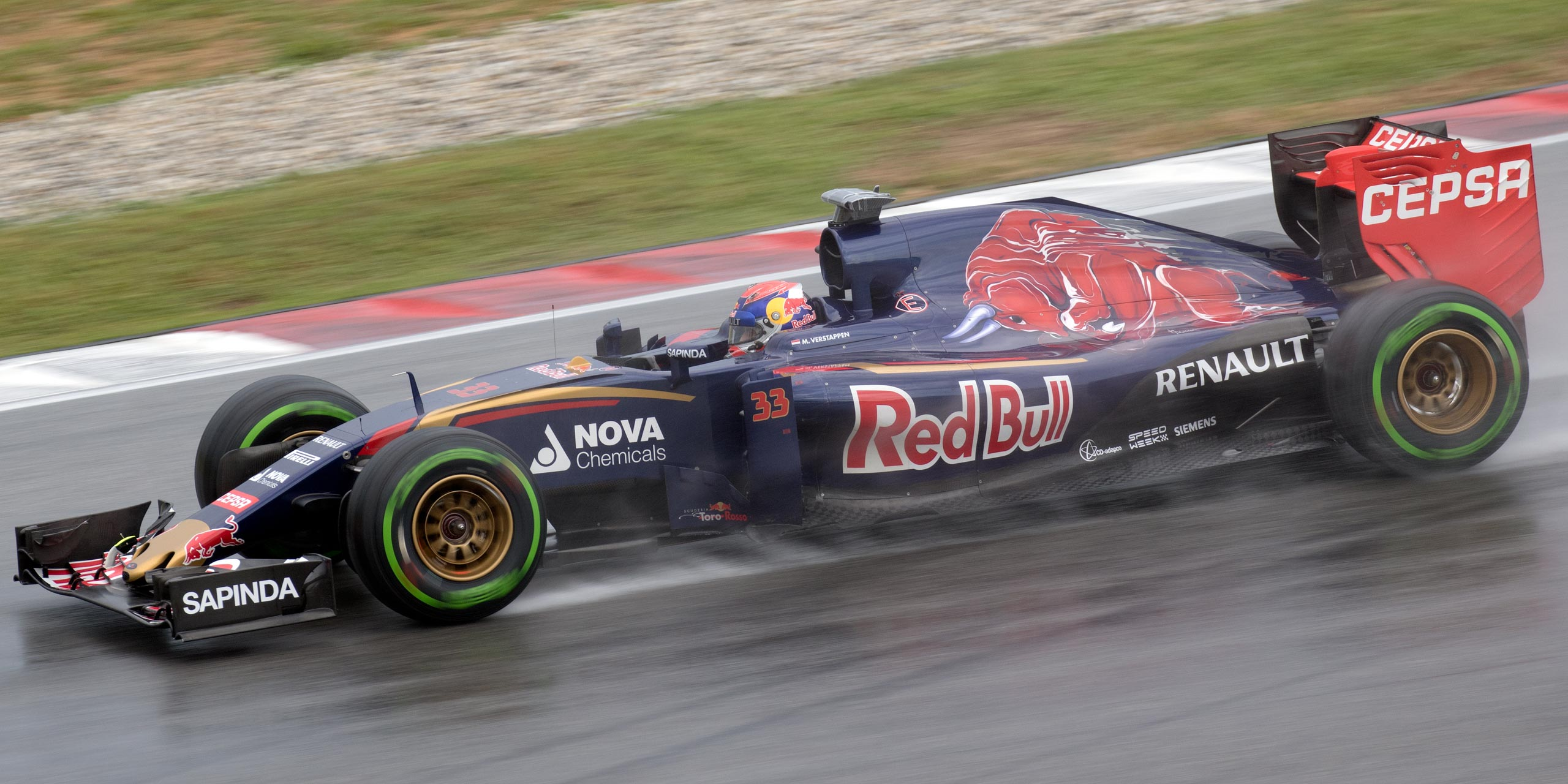
Max Verstappen sur la piste mouillée, en Q2.

L'orage se rapprochant de plus en plus du circuit, les équipes envoient leurs pilotes en piste dès son ouverture, tous chaussés en pneus tendres. Sebastian Vettel, dont la monoplace tape souvent le sol en lâchant de grandes gerbes d'étincelles fixe le temps de référence en 1 min 39 s 632, immédiatement amélioré par Nico Rosberg, en 1 min 39 s 377,,.
Lewis Hamilton, pris dans le trafic, ne réalise que le huitième temps alors que la pluie commence à tomber sur le circuit, ruinant tout espoir d'amélioration des performances puisque, en quelques minutes, le circuit baigne sous l'eau. Kimi Räikkönen, gêné par la Sauber de Marcus Ericsson qui était lui aussi dans son tour rapide, fait partie des pilotes éliminés, de même que Pastor Maldonado, Nico Hülkenberg et son coéquipier Sergio Pérez et Carlos Sainz Jr.,,.

#### Session Q3
Un véritable déluge s'abattant sur le circuit de Sepang, la direction de course annonce que le départ de la phase Q3 est repoussé d'un quart d'heure. Après plusieurs sorties de vérification par la voiture de sécurité alors qu'il ne pleut pratiquement plus, la séance est lancée avec près d'une demi-heure de retard. Si les pilotes Williams F1 Team montent en piste en pneus pluie, les Mercedes et les Ferrari tentent les pneus intermédiaires. Après un premier tour d'installation, tous estiment que les pneus intermédiaires sont les plus performants et Williams rappelle ses pilotes au stand. Lewis Hamilton fixe le temps de référence en 1 min 49 s 834 à l'issue de son premier tour rapide tandis que Romain Grosjean rentre chausser des gommes intermédiaires,,. 
Dans les cinq dernières minutes, tous chaussent un nouveau train de pneus intermédiaires mais Hamilton conserve sa place et obtient donc la quarantième pole position de sa carrière. Sebastian Vettel, en 1 min 49 s 908, l'accompagne en première ligne. Nico Rosberg (1 min 50 s 299) et Daniel Ricciardo (1 min 51 s 541) sont en deuxième ligne ; suivent Daniil Kvyat sur l'autre Red Bull RB11, Max Verstappen, Felipe Massa, Grosjean, Valtteri Bottas et Marcus Ericsson qui atteint, pour la première fois de sa carrière, le top 10 en qualifications,,.

### Grille de départ du Grand Prix
| Pos.                                                                                      | Pilote           | Écurie                 | Qualifications 1 | Qualifications 2 | Qualifications 3 |
| ----------------------------------------------------------------------------------------- | ---------------- | ---------------------- | ---------------- | ---------------- | ---------------- |
| 1                                                                                         | Lewis Hamilton   | Mercedes               | 1 min 39 s 269   | 1 min 41 s 517   | 1 min 49 s 834   |
| 2                                                                                         | Sebastian Vettel | Ferrari                | 1 min 39 s 814   | 1 min 39 s 632   | 1 min 49 s 908   |
| 3                                                                                         | Nico Rosberg     | Mercedes               | 1 min 39 s 374   | 1 min 39 s 377   | 1 min 50 s 299   |
| 4                                                                                         | Daniel Ricciardo | Red Bull-Renault       | 1 min 40 s 504   | 1 min 41 s 085   | 1 min 51 s 541   |
| 5                                                                                         | Daniil Kvyat     | Red Bull-Renault       | 1 min 40 s 546   | 1 min 41 s 665   | 1 min 51 s 951   |
| 6                                                                                         | Max Verstappen   | Toro Rosso-Renault     | 1 min 40 s 793   | 1 min 41 s 430   | 1 min 51 s 981   |
| 7                                                                                         | Felipe Massa     | Williams-Mercedes      | 1 min 40 s 543   | 1 min 41 s 230   | 1 min 52 s 473   |
| 8                                                                                         | Romain Grosjean  | Lotus-Mercedes         | 1 min 40 s 303   | 1 min 41 s 209   | 1 min 52 s 981   |
| 9                                                                                         | Valtteri Bottas  | Williams-Mercedes      | 1 min 40 s 249   | 1 min 40 s 650   | 1 min 53 s 179   |
| 10                                                                                        | Marcus Ericsson  | Sauber-Ferrari         | 1 min 40 s 340   | 1 min 41 s 748   | 1 min 53 s 261   |
| 11                                                                                        | Kimi Räikkönen   | Ferrari                | 1 min 40 s 415   | 1 min 42 s 173   |                  |
| 12                                                                                        | Pastor Maldonado | Lotus-Mercedes         | 1 min 40 s 361   | 1 min 42 s 198   |                  |
| 13                                                                                        | Nico Hülkenberg  | Force India-Mercedes   | 1 min 40 s 830   | 1 min 43 s 023   |                  |
| 14                                                                                        | Sergio Pérez     | Force India-Mercedes   | 1 min 41 s 036   | 1 min 43 s 469   |                  |
| 15                                                                                        | Carlos Sainz Jr. | Toro Rosso-Renault     | 1 min 39 s 814   | 1 min 43 s 701   |                  |
| 16                                                                                        | Felipe Nasr      | Sauber-Ferrari         | 1 min 41 s 308   |                  |                  |
| 17                                                                                        | Jenson Button    | McLaren-Honda          | 1 min 41 s 636   |                  |                  |
| 18                                                                                        | Fernando Alonso  | McLaren-Honda          | 1 min 41 s 746   |                  |                  |
| Temps minimal à réaliser pour la qualification : 1 min 46 s 217 (107 % de 1 min 39 s 269) |                  |                        |                  |                  |                  |
| Nq.                                                                                       | Roberto Merhi    | Manor Marussia-Ferrari | 1 min 46 s 677   |                  |                  |
| Nq.                                                                                       | Will Stevens     | Manor Marussia-Ferrari | Pas de temps     |                  |                  |

- Romain Grosjean, huitième des qualifications, est rétrogradé de deux places pour avoir effectué un dépassement non autorisé dans la voie des stands ; il s'élance de la dixième place[22].
- Les pilotes Manor Marussia, Will Stevens et Roberto Merhi, non qualifiés, sont toutefois autorisés à prendre le départ de la course[22].
- Will Stevens, repêché par les commissaires de course, ne prend pas le départ à cause d'un problème non résolu du système d'alimentation en essence de sa voiture[23].

## Course

### Déroulement de l'épreuve

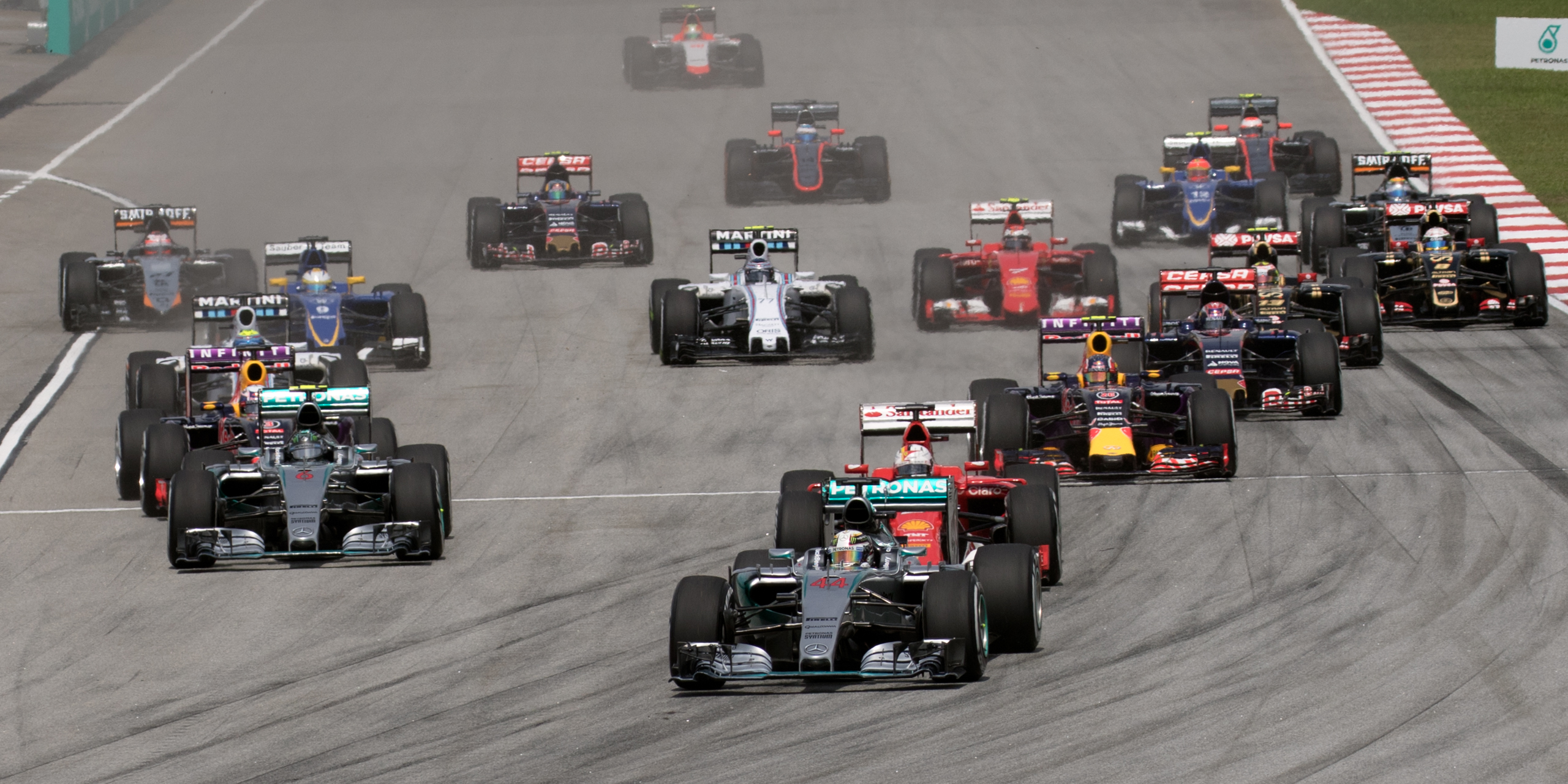
Le départ du Grand Prix de Malaisie 2015.

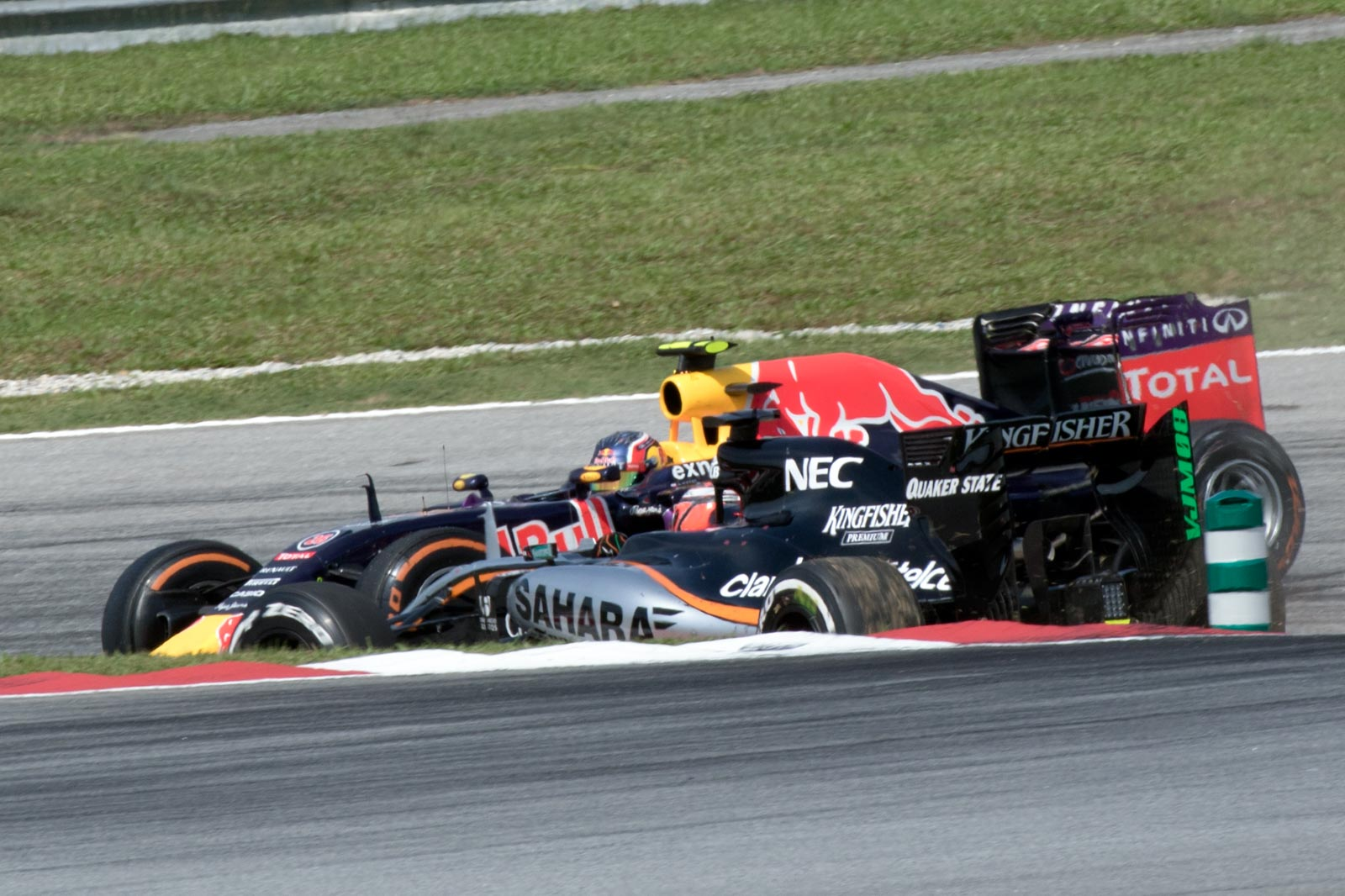
L'accrochage entre Hülkenberg et Kvyat.

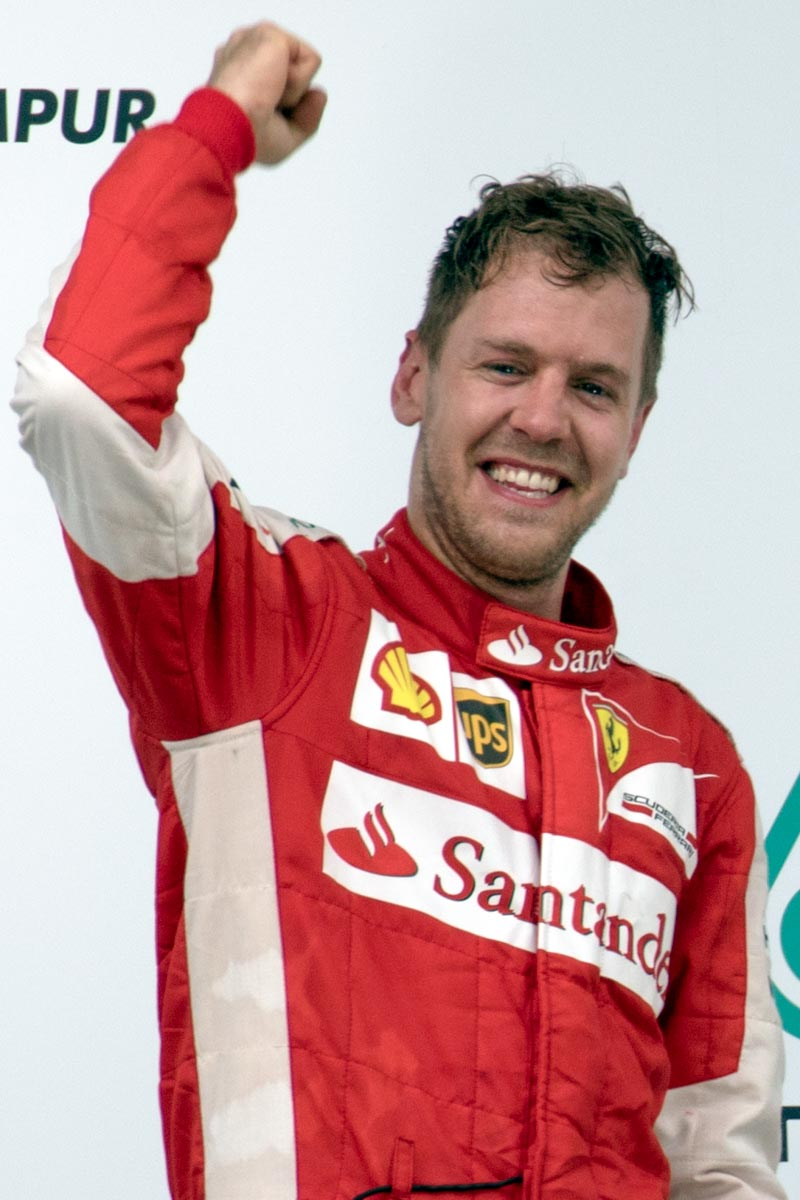
Sebastian Vettel sur le podium du Grand Prix de Malaisie 2015.

Il fait chaud et la piste est sèche au départ du Grand Prix de Malaisie ; dix-neuf pilotes se présentent sur la grille car Will Stevens, non qualifié mais repêché, déclare forfait à cause de soucis techniques sur sa Manor Marussia. À l'extinction des feux, Lewis Hamilton, en pole position, réussit son départ et conserve la tête ; Sebastian Vettel se décale vers Nico Rosberg pour défendre sa position et freiner sur la partie propre de la piste au premier virage. Derrière, Nico Hülkenberg passe de la treizième à la septième place tandis que Pastor Maldonado, après un contact, au premier virage, avec Valtteri Bottas poursuit son tour au ralenti, victime d'une crevaison à l'arrière-gauche. Au premier passage sur la ligne, Hamilton devance Vettel de 7 dixièmes de seconde ; suivent Rosberg, Daniel Ricciardo, Felipe Massa, Daniil Kvyat, Hülkenberg, Marcus Ericsson, Max Verstappen et Romain Grosjean. Kimi Räikkönen, lui aussi victime d'une crevaison après une touchette avec Felipe Nasr, doit faire pratiquement un tour complet sur trois roues avant de rejoindre son stand, accompagné du Brésilien qui change son aileron avant,,.
En tête de la course, Vettel reste dans le rythme des deux Mercedes qui l'encadrent. Au troisième tour, Marcus Ericsson manque un freinage et s'immobilise dans un bac à graviers, provoquant une  neutralisation de la course par la voiture de sécurité. Si de nombreux pilotes en profitent pour changer de pneus, Vettel (ainsi que Hülkenberg, Grosjean, Carlos Sainz Jr., Räikkönen, Sergio Pérez et Roberto Merhi), reste en piste et prend la tête de la course. Nico Rosberg perd de précieuses secondes bloqué derrière Hamilton rentré en même temps au stand. Au sixième tour, derrière la voiture de sécurité, Vettel devance Hülkenberg, Grosjean, Sainz, Pérez, Hamilton, Ricciardo, Massa, Rosberg, Kvyat, Merhi, Verstappen, Bottas, Fernando Alonso, Jenson Button, Nasr, Räikkönen et Maldonado,,.
À la relance, à l'entame du septième tour, les Mercedes, engluées dans le trafic des pilotes restés en piste, ont pour seul objectif de remonter au classement car Vettel, en tête, est le plus rapide en piste ; Hamilton hausse son rythme et remonte à la quatrième place dès le onzième tour, imité par Rosberg qui atteint la septième position. Si Hamilton pointe à la deuxième place dès le tour suivant, Vettel reste le plus rapide en piste avec un avantage de 10 secondes ; Rosberg, remonté à la quatrième place, est à 17 secondes,,.
Räikkönen et Sainz changent leurs pneus au quinzième tour pendant que Pastor Maldonado est pénalisé de dix secondes pour avoir été trop rapide derrière la voiture de sécurité. Vettel change ses pneus au dix-huitième tour et reprend la piste, à nouveau en pneus tendres, en troisième position, derrière Hamilton et Rosberg. Vettel, toujours le plus rapide en piste, reprend presque deux secondes au tour aux deux Mercedes de tête. Sur l'asphalte surchauffé de Sepang, sa voiture use moins ses pneus que celles des pilotes Mercedes qui se mettent à « glisser » au bout d'une vingtaine de tours, comme le communique Hamilton à son stand par radio. Vettel passe Nico Rosberg dans le vingt-deuxième tour, au moment où Fernando Alonso abandonne. Dans le vingt-cinquième tour, Vettel attaque Hamilton qui ne défend pas sa position car il rentre immédiatement au stand changer ses pneus, et repart en pneus tendres,,.
Au vingt-sixième tour, Kvyat et Hülkenberg s'accrochent alors que Nico Rosberg change ses pneus ; au trentième tour, Vettel précède Hamilton, Rosberg, Räikkönen, Sainz, Massa, Verstappen, Bottas, Ricciardo et Hülkenberg. Pérez accrochent Grosjean qui, envoyé en tête-à-queue, est dépassé par Button et Nasr ; les commissaires infligent dix secondes de pénalité aux deux pilotes Force India, Hülkenberg et Pérez, jugés responsables des deux incidents. Au trente-troisième passage, Vettel dispose de 16 secondes d'avance sur Hamilton ; Rosberg, troisième en pneus durs, ne vise plus que la dernière marche du podium. Au trente-septième passage, Vettel effectue son deuxième et ultime arrêt ; il ressort en seconde position, juste devant Rosberg. Hamilton rentre au stand pour la troisième fois deux tours plus tard pour passer des pneus tendres mais son dernier train étant trop usé, il doit terminer la course en pneus durs. Vettel, en pneus durs également, lui reprend la première place,,.
À quinze tours de l'arrivée, Vettel possède 3 secondes d'avance sur Rosberg et 14 secondes sur Hamilton ; Räikkönen, quatrième, est à plus de 40 secondes. Rosberg chausse des pneus tendres au quarante-deuxième tour et reprend la piste à la troisième place. Vettel gère son avantage d'environ dix secondes sur Hamilton pour remporter la quarantième victoire de sa carrière, sa première pour Ferrari dès leur seconde course commune. Hamilton et Rosberg complètent le podium ; suivent pour les points Räikkönen, Bottas, Massa, Verstappen, Sainz, Kvyat et Ricciardo,,.

### Classement de la course
| Pos. | no | Pilote           | Écurie                 | Tours | Temps/Abandon                      | Grille | Points |
| ---- | -- | ---------------- | ---------------------- | ----- | ---------------------------------- | ------ | ------ |
| 1    | 5  | Sebastian Vettel | Ferrari                | 56    | 1 h 41 min 05 s 793 (184,225 km/h) | 2      | 25     |
| 2    | 44 | Lewis Hamilton   | Mercedes               | 56    | + 8 s 569                          | 1      | 18     |
| 3    | 6  | Nico Rosberg     | Mercedes               | 56    | + 12 s 310                         | 3      | 15     |
| 4    | 7  | Kimi Räikkönen   | Ferrari                | 56    | + 53 s 822                         | 11     | 12     |
| 5    | 77 | Valtteri Bottas  | Williams-Mercedes      | 56    | + 1 min 10 s 409                   | 8      | 10     |
| 6    | 19 | Felipe Massa     | Williams-Mercedes      | 56    | + 1 min 13 s 586                   | 7      | 8      |
| 7    | 33 | Max Verstappen   | Toro Rosso-Renault     | 56    | + 1 min 37 s 762                   | 6      | 6      |
| 8    | 55 | Carlos Sainz Jr. | Toro Rosso-Renault     | 55    | + 1 tour                           | 15     | 4      |
| 9    | 26 | Daniil Kvyat     | Red Bull-Renault       | 55    | + 1 tour                           | 5      | 2      |
| 10   | 3  | Daniel Ricciardo | Red Bull-Renault       | 55    | + 1 tour                           | 4      | 1      |
| 11   | 8  | Romain Grosjean  | Lotus-Mercedes         | 55    | + 1 tour                           | 10     |        |
| 12   | 12 | Felipe Nasr      | Sauber-Ferrari         | 55    | + 1 tour                           | 16     |        |
| 13   | 11 | Sergio Pérez     | Force India-Mercedes   | 55    | + 1 tour (dont 10 s de pénalité)   | 14     |        |
| 14   | 27 | Nico Hülkenberg  | Force India-Mercedes   | 55    | + 1 tour (dont 10 s de pénalité)   | 13     |        |
| 15   | 98 | Roberto Merhi    | Manor Marussia-Ferrari | 53    | + 3 tours                          | 19     |        |
| Abd. | 13 | Pastor Maldonado | Lotus-Mercedes         | 47    | Freins                             | 12     |        |
| Abd. | 22 | Jenson Button    | McLaren-Honda          | 41    | Turbocompresseur                   | 17     |        |
| Abd. | 14 | Fernando Alonso  | McLaren-Honda          | 21    | Moteur                             | 18     |        |
| Abd. | 9  | Marcus Ericsson  | Sauber-Ferrari         | 3     | Sortie de piste                    | 9      |        |
| Np.  | 28 | Will Stevens     | Manor Marussia-Ferrari | 0     | Alimentation en essence            |        |        |

### Pole position et record du tour
- Pole position :  Lewis Hamilton (Mercedes Grand Prix) en 1 min 49 s 834 (181,681 km/h). Le meilleur temps des qualifications a toutefois été établi en Q1, par Hamilton, en 1 min 39 s 269[28].
- Meilleur tour en course :  Nico Rosberg (Mercedes Grand Prix) en 1 min 42 s 062 (195,516 km/h) au quarante-troisième tour[29].

### Tours en tête
- Lewis Hamilton : 10 tours (1-3 / 18-23 / 38)[30]
- Sebastian Vettel : 46 tours (4-17 / 24-37 / 39-56)

## Classements généraux à l'issue de la course
| Pos. | Pilote           | Écurie               | Points |
| ---- | ---------------- | -------------------- | ------ |
| 1    | Lewis Hamilton   | Mercedes             | 43     |
| 2    | Sebastian Vettel | Ferrari              | 40     |
| 3    | Nico Rosberg     | Mercedes             | 33     |
| 4    | Felipe Massa     | Williams-Mercedes    | 20     |
| 5    | Kimi Räikkönen   | Ferrari              | 12     |
| 6    | Felipe Nasr      | Sauber-Ferrari       | 10     |
| 7    | Valtteri Bottas  | Williams-Mercedes    | 10     |
| 8    | Daniel Ricciardo | Red Bull-Renault     | 9      |
| 9    | Nico Hülkenberg  | Force India-Mercedes | 6      |
| 10   | Max Verstappen   | Toro Rosso-Renault   | 6      |
| 11   | Carlos Sainz Jr. | Toro Rosso-Renault   | 6      |
| 12   | Marcus Ericsson  | Sauber-Ferrari       | 4      |
| 13   | Daniil Kvyat     | Red Bull-Renault     | 2      |
| 14   | Sergio Pérez     | Force India-Mercedes | 1      |

| Pos. | Écurie               | Points |
| ---- | -------------------- | ------ |
| 1    | Mercedes             | 76     |
| 2    | Ferrari              | 52     |
| 3    | Williams-Mercedes    | 30     |
| 4    | Sauber-Ferrari       | 14     |
| 5    | Toro Rosso-Renault   | 12     |
| 6    | Red Bull-Renault     | 11     |
| 7    | Force India-Mercedes | 7      |

## Statistiques
Le Grand Prix de Malaisie 2015 représente :
- la 40e pole position de sa carrière pour Lewis Hamilton[33] ;
- la 40e victoire de sa carrière pour Sebastian Vettel, sa première chez Ferrari et depuis le Grand Prix du Brésil 2013[34] ;
- la 222e victoire pour Ferrari en tant que constructeur[35] ;
- la 223e victoire pour Ferrari en tant que motoriste[36] ;
- le 1er départ en Grand Prix de Roberto Merhi.

Au cours de ce Grand Prix :
- Valtteri Bottas atteint la barre des 200 points inscrits en Formule 1[37] ;
- Max Verstappen, à 17 ans 5 mois et 29 jours, devient le plus jeune pilote à marquer des points en Formule 1 ; il devance Daniil Kvyat et Sebastian Vettel[38];
- Michael Doohan (champion du monde 500 cm3 en 1994, 1995, 1996, 1997 et 1998) a été nommé par la FIA, commissaire-pilote pour aider le groupe des commissaires de course dans leurs jugements, lors de ce Grand Prix. Il occupe ce poste pour la première fois[39].